# Eightball

Eightball est une série de comic books de Daniel Clowes publié par Fantagraphics de 1989 à 2004. Clowes y propose d'abord des histoires ainsi que les récits longs Comme un gant de velours pris dans la fonte et Ghost World. À partir du numéro 19, la publication est annualisée et consacrée à une seule série. David Boring, Ice Haven et Le Rayon de la mort sont ainsi successivement publiés dans Eightball. Depuis 2004, les nouvelles histoires de Clowes sont publiées directement en album. 
Chacun des récits longs a été repris en album. Les histoires courtes ont été recueillis dans Lout Rampage! (1991), Pussey ! (1995), Orgy Bound (1996), Caricature (1998) et Twentieth Century Eightball (2002), qui reprend l'intégralité des histoires courtes sauf celles déjà publiées dans Pussey ! et Caricature.

## Publication en français
- Comme un gant de velours pris dans la fonte, Cornélius, 1999. (Like a Velvet Glove Cast in Iron)
- Ghost World, Vertige Graphic, 1999.
- Caricature, Rackham, 2000,  (ISBN 2-87827-037-1)
- David Boring, Cornélius, 2002.
- Pussey!, Rackham, 2002.
- Ice Haven, Cornéliu, 2006.
- Eightball, Cornélius, 2009.
- Le Rayon de la mort, Cornélius, 2010.

## Prix et récompenses
- 1990 : prix Harvey de la meilleure nouvelle série ; du meilleur numéro pour le n°1
- 1991 : prix Harvey de la meilleure série ; du meilleur lettreur ; du meilleur numéro pour le n°3
- 1992 : prix Harvey de la meilleure série
- 1997 : 
  - prix Harvey de la meilleure série ; du meilleur scénariste ; du meilleur scénariste
  - prix Ignatz du meilleur comic book pour le no 17
- 1998 : prix Harvey du meilleur numéro pour le n°18
- 2000 : prix Eisner du meilleur auteur
- 2002 : 
  - prix Eisner du meilleur auteur ; du meilleur numéro pour le n°22
  - prix Harvey du meilleur auteur ; du meilleur numéro pour le n°22
  - prix Ignatz du meilleur comic book pour le n°22
- 2003 : prix Harvey du meilleur album non inédit pour Twentieth Century Eightball
- 2004 : prix Ignatz du meilleur comic book pour le n°23
- 2005 : 
  - prix Eisner du meilleur numéro pour le n°23
  - prix Harvey du meilleur numéro pour le n°23 ; du meilleur scénariste